# Homoneura turkmenica
Homoneura turkmenica är en tvåvingeart som beskrevs av Shatalkin 2000. Homoneura turkmenica ingår i släktet Homoneura och familjen lövflugor.
Artens utbredningsområde är Turkmenistan. Inga underarter finns listade i Catalogue of Life.